# Isla Aguada (ort)
Isla Aguada är en ort i Mexiko.   Den ligger i kommunen Carmen och delstaten Campeche, i den sydöstra delen av landet, 800 km öster om huvudstaden Mexico City. Isla Aguada ligger 2 meter över havet och antalet invånare är 4 440. Den ligger på ön Isla Aguada.
Terrängen runt Isla Aguada är mycket platt.  Det finns inga andra samhällen i närheten.